# Hadassah Universitair Medisch Centrum
Het Hadassah Universitair Medisch Centrum (Hebreeuws: מרכז רפואי הדסה Merkaz Refui Hadassah, Engels: Hadassah Universitary Medical Center) is een academisch ziekenhuis met twee locaties: de grotere hoofdlocatie nabij Ein Kerem, een voorstadje van Jeruzalem, en een kleinere locatie op Mount Scopus (Har HaTzofim) in noordoostelijk Jeruzalem. Het is geaffilieerd met de Hebreeuwse Universiteit van Jeruzalem.
Het Ein Kerem-ziekenhuis werd opgericht door Hadassah, de Vrouwelijke Zionistische Organisatie van Amerika, nadat het originele Hadassah-ziekenhuis een enclave van Jordanië was geworden na het bloedbad nabij het ziekenhuis in 1948.
Het Ein Kerem-ziekenhuis opende in 1961. Tegenwoordig heeft het ziekenhuis 700 bedden, 130 afdelingen en klinieken, in 22 verschillende gebouwen. Het is het modernste en grootste ziekenhuis van Jeruzalem.
De synagoge van het ziekenhuis is beroemd vanwege de glas-in-loodramen, waarop de twaalf stammen van Israël staan afgebeeld. Deze werden gemaakt en geschonken in 1960 door Marc Chagall.
De directeur van het ziekenhuis is Shlomo Mor-Yosef. Het ziekenhuis maakt organisatorisch deel uit van de Hadassah-organisatie.